# Царь Иван Васильевич Грозный (фильм)
«Царь Иван Васильевич Грозный» (варианты названия — «Дочь Пскова», «Псковитянка») — немой чёрно-белый фильм русского режиссёра Александра Иванова-Гая, экранизация второго и третьего действий оперы Николая Римского-Корсакова «Псковитянка» по одноимённой стихотворной драме Льва Мея. Производство «Товарищества Шарез». Премьерный показ состоялся 16 октября (по старому стилю) 1915 года в 14:00 в кинотеатре «Фатум». Единственная российская картина с участием Фёдора Шаляпина, ставшая кинематографическим дебютом как для него, так и для Бориса Сушкевича и Михаила Жарова.

## Сюжет
Псков, начало 1550-х годов. Молодая боярыня Вера Шелога, собирая с подругами орехи и ягоды, заблудилась в лесу. В это время недалеко идёт соколиная охота. Юный царь Иван Васильевич Грозный отрывается от свиты. В чаще он встречает девушку, увлекает в свой шатёр и насилует её. Несколько позже обесчещенная Вера пытается броситься с обрыва, но её удерживает нянька. В установленной срок молодая боярыня рождает девочку — дитя царского насилия. Её называют Ольгой и отдают в дом князя Токмакова, псковского посадника.
Псков, 1570 год. На ещё вольный город идёт войско Ивана Грозного, только что покорившее Великий Новгород. На поляне леса происходит свидание Ольги и её возлюбленного Михайло Тучи. Мужчина прощается с девушкой и отправляется собирать вольное войско для противостояния царю. Большая же часть бояр, однако, встречает Грозного покорно. Прислуживающая ему Ольга подносит заздравную чашу. Царь целует девушку и узнаёт в ней обольщённую им много лет назад псковитянку. Понимая, что перед ним его дочь, он одаривает её своим перстнем. Иван Васильевич отсылает всех из своих покоев. Оставшийся князь Токмаков подтверждает догадку царя.
Ольга и Михайло вновь встречаются в лесу, но его как бунтовщика хватает стража. Иван Грозный лично допрашивает Тучу. Небольшой отряд вольного войска пытается отбить вожака, но практически весь гибнет. Туча спасается вплавь по реке. К царю подносят убитую Ольгу (по литературному источнику она заслонила возлюбленного своим телом, кадры этого эпизода не сохранились). Иван Грозный рыдает над телом дочери.

## В ролях
- Фёдор Шаляпин — царь Иван Грозный
- Борис Сушкевич — боярин Малюта
- Владимир Болтин — Борис Годунов
- Ричард Болеславский — князь Токмаков, Псковский посадник
- Волк-Крачковская — Ольга
- Галина Чернова — боярыня Вера Шелога, её мать
- Николай Салтыков — Михаил Туча, сын посадника
- Михаил Жаров — опричник

## История создания и проката
Задумка создать фильм по сюжету популярной оперы, в которой Шаляпин блистал бы в своём великолепии, была продиктована коммерческими интересами. Фёдор Иванович вспоминал: 
Первое в моей жизни приглашение играть в кино я получил в... бане. С таким предложением обратился ко мне некий субъект, близко связанный с тогдашней кинематографией. Фамилия его была Иванов-Гай. По профессии он был кинорежиссером, а по внешности напоминал, скорее, коммивояжера или оборотистого торговца… И вот этому типу удалось уговорить меня сниматься в фильме в роли царя Ивана Грозного
Фёдор Шаляпин расценивал кинематограф неоднозначно. Он видел в нём техническую возможность запечатлеть игру больших артистов и донести её до зрителей провинции. Художественная самостоятельность кино как отдельного вида искусства им не рассматривалась. Это мнение сформировало всю концепцию постановки, превратив фильм в «кинематографическую гастроль великого артиста». Для кинопроизводства Шаляпин и предприниматель Резников специально основали акционерное общество «Шарез» — по первым буквами их фамилий. Съёмки начались 29 августа (по старому стилю) 1915 года и продолжались не более месяца. В первые дни процесс Шаляпину нравился: «Стал играть — солнышко светит, ветерок обдувает, церковь старинная на зелёном лугу, на пригорке, всё настоящее, не как в театре. Я даже загорелся…». Но всё теснее и теснее становились большому актёру технические и коммерческие рамки кино. Например, он вспоминает: «<неожиданно> кричат: „Стойте, Фёдор Иванович! Солнце за тучку зашло, нельзя снимать!“ Сорвали мне настроение…». Однажды снимался эпизод: царь сидит в глубоком раздумье, держа на ладони птицу. Для него, корнями вросшего в безграничную власть, она — символ свободы. Шаляпин вёл сцену мощно, в глазах у него появились слёзы. Режиссёр же сделал замечание, что вместо двадцати семи метров плёнки потрачено сорок семь, а в кино это скучно. Актёр вспылил: «Шаляпин стал уже скучен?». Он сорвал парик, бороду и ушёл со съемок. Только Резникову удалось уговорить певца вернуться.
Натурные сцены фильма снимали под Москвой, павильонные — в зданиях бывшей выставки на Ходынке. В отличие от оперы в ленту были добавлены сцены из юности царя: соблазнение боярыни Шелоги. После выхода картина в столицах практически провалилась, но в провинции, в полном соответствии с мнением Шаляпина, по много дней собирала полные залы.

## Художественные особенности и отзывы
По мнению журнала «Искусство кино» картина выдающимися художественными достоинствами не отличается. Современники премьеры также давали негативные отзывы, как в театральной, так и в кинематографической прессе. Но тем не менее большинство рецензентов в различное время называли игру Шаляпина выдающейся. Газета «Рампа и жизнь» писала: «предрассудок, что для синематографа достаточно таращить глаза, хвататься за голову и трагически оскаливать зубы, рассеялся, как ночной мрак при ярких лучах восходящего солнца<…>16 октября 1915 года является началом новой эры в немом царстве победоносного кино, в этот день венчался на киноцарство Ф. И. Шаляпин». Даже без красочной театральной сцены Шаляпин выглядел предельно выразительно. Сам же певец критически относился к фильму: «Зовут в кино, а я его боюсь. Довольно! Один раз попался с „Псковитянкой“. Второй раз — шалишь — не попадусь!». Главную, вероятно, причину неудачного приёма ленты в профессиональной среде высказал Владимир Гардин: 
Как объяснить, что такие первоклассные артисты, как… Шаляпин… корифеи театра, не имели успеха на экране? Мне кажется, что единственное справедливое объяснение в том, что у них самих не было ни желания, ни времени всерьёз подумать над особенностями поведения актёра перед объективом аппарата